# San Martín Peras
San Martín Peras är en kommun i Mexiko.   Den ligger i delstaten Oaxaca, i den sydöstra delen av landet, 250 km söder om huvudstaden Mexico City.
Följande samhällen finns i San Martín Peras:
- Santiago Petlacala
- La Trinidad Peras
- Chiñón
- San José
- San Juan del Río
- Cerro Hidalgo
- El Espinal
- Guadalupe el Progreso
- San Marcos
- La Candelaria
- San Isidro la Raya
- Barrio San Antonio los Pinos
- La Divina Providencia
- Tierra Colorada